# Sarcolaena
Sarcolaena is een geslacht van planten uit de familie Sarcolaenaceae. De familie is endemisch in Madagaskar en het geslacht bevat acht soorten.

## Soorten
- Sarcolaena codonochlamys Baker
- Sarcolaena delphinensis Cavaco
- Sarcolaena eriophora Thouars
- Sarcolaena grandiflora Thouars
- Sarcolaena humbertiana Cavaco
- Sarcolaena isaloensis Randrian. & J.S.Mill.
- Sarcolaena multiflora Thouars
- Sarcolaena oblongifolia F.Gérard